# Anthelephila bimaculatipennis
Anthelephila bimaculatipennis es una especie de coleóptero de la familia Anthicidae.

## Distribución geográfica
Habita en el Sinaí (Asia).